# ألفرد كيرن
ألفرد كيرن (بالفرنسية: Alfred Kern) ولد في هاتينجن بألمانيا في 22 يوليو 1919. وتوفى في 12 سبتمبر 2001 بكولمار في فرنسا. وهو كاتب، وروائي، وشاعر، وفنان ومصور فرنسي. حصل على جائزة رينودو الأدبية عام 1960.